# Les P'tits Boulots de Donald

Les P'tits Boulots de Donald (en néerlandais : Donalds baantjes) est une série de bande dessinée créée par le dessinateur Mau Heymans (nl) et le scénariste Evert Geradts pour l'hebdomadaire néerlandais Donald Duck, qui en a publié 51 gags en 1990.
Ces gags mettent en scène Donald Duck et parfois d'autres personnages de la famille Duck (Picsou, Riri, Fifi et Loulou ou encore Daisy Duck, etc.). Dans chaque gag, Donald tente un petit boulot différent, généralement sans succès.
En 1996, la série est relancée en quatrième de couverture du Journal de Mickey avec au scénario les Français Gégé et Bélom et au dessin l'Espagnol Santiago Barrera, auquel succède son compatriote Maximino Tortajada Aguilar en 2019.